# Soupçons (mini-série, 2019)
Pour les articles homonymes, voir Soupçon.
Soupçons est une série télévisée franco-belge réalisée par Lionel Bailliu et diffusée entre le 27 août 2019 et le 10 septembre 2019 sur France 3.
Cette fiction est une coproduction d'Elephant Story, de la société belge A-T Production et de la RTBF (télévision belge), réalisée avec la participation de France Télévisions et de TV5 Monde.

## Synopsis
Victoire, institutrice parisienne, revient habiter dans le village de son enfance en Provence avec son mari et ses deux enfants. Elle y retrouve Florent, son premier amour.

## Fiche technique
- Réalisation : Lionel Bailliu
- Scénario : Lionel Bailliu et Yann Le Gall
- Sociétés de production : Elephant Story, A-T Production et la RTBF
- Image : Stéphane Cami
- Musique originale : Laurent Juillet
- Montage : Anthony Bellagamba et Ludivine Saes
- Pays de production :  France /  Belgique
- Langue d'origine : français
- Durée : 6 × 52 minutes
- Genre : policier
- Date de diffusion :
  - France : 27 août 2019 sur France 3[1],[2]

## Distribution
- Julie Gayet : Victoire Delorme
- Bruno Debrandt : Florent Maléval
- Thomas Jouannet : Samuel Delorme
- Marie Dompnier : Marion Maléval
- Joyce Bibring : Alexandra
- Alain Doutey : Pierre
- Anne Décis : Mme Carlier
- Sylvie Granotier : Anne
- Cyrielle Voguet : Émilie
- Max Libert : Mathieu
- Samir Boitard : Renaud
- Jean-Pierre Germain : Éric Merlin
- Agnès Regolo : commissaire de police

## Audiences

### En France
En France, la série est diffusée les mardis à 21 h 05 sur France 3 par salves de deux épisodes du 27 août au 10 septembre 2019.
| Épisode              | Diffusion               | Diffusion         | Audience moyenne          | Audience moyenne                       | Audience moyenne         | Audience moyenne | Réf.  |
| Épisode              | Jour                    | Horaire           | Nombre de téléspectateurs | Part de marché (sur les 4 ans et plus) | Part de marché (FRDA-50) | Classement       | Réf.  |
| -------------------- | ----------------------- | ----------------- | ------------------------- | -------------------------------------- | ------------------------ | ---------------- | ----- |
| 1                    | Mardi 27 août 2019      | 21 h 05 - 21 h 50 | 3 480 000                 | 17,6 %                                 | 9,1 %                    | 1er              | [ 3 ] |
| 2                    | Mardi 27 août 2019      | 21 h 50 - 22 h 40 | 3 300 000                 | 18 %                                   | 9,1 %                    | 1er              | [ 3 ] |
| 3                    | Mardi 3 septembre 2019  | 21 h 05 - 21 h 50 | 3 460 000                 | 16,2 %                                 | 6,1 %                    | 2e               | [ 4 ] |
| 4                    | Mardi 3 septembre 2019  | 21 h 50 - 22 h 40 | 3 450 000                 | 17,9 %                                 | 6,1 %                    | 2e               | [ 4 ] |
| 5                    | Mardi 10 septembre 2019 | 21 h 05 - 21 h 50 | 3 410 000                 | 14,9 %                                 | 6,4 %                    | 2e               | [ 5 ] |
| 6                    | Mardi 10 septembre 2019 | 21 h 50 - 22 h 40 | 3 420 000                 | 16,8 %                                 | 6,4 %                    | 2e               | [ 5 ] |
|                      |                         |                   |                           |                                        |                          |                  |       |
| Moyenne de la saison |                         |                   |                           |                                        |                          |                  |       |

- Les plus hauts chiffres d'audience
- Les plus bas chiffres d'audience